# Prix Paul-Michel-Perret
 (août 2017).
Le prix Paul-Michel-Perret est un prix littéraire annuel décerné par l'Académie des sciences morales et politiques. Ce prix est destiné à récompenser l'auteur d'une publication historique.
Paul-Michel Perret est un historien né le 21 juin 1861 à Lyon et mort le 24 avril 1893 à Paris. L'Académie française lui décerne le prix Botta en 1894 pour Manette André - La vie sous la Terreur (Plon)

## Lauréats
- 1925 : Maxime de Sars, Le Laonnois féodal[3]
- 1936 : Jacques Augarde[4]
- 1953 : Raoul Girardet, La Société militaire dans la France contemporaine (1815-1939)[5]
- 1957 : François Léger, Les Influences occidentales dans la révolution de l'Orient. Inde, Malaisie, Chine (1850-1950)[6]
- 1974 : Geneviève Gille (1921-2007) pour Histoire des emprunts de la Ville de Paris (1814-1875)[7]
- 1978 : Félix Bonafé (1922-1996)[8]
- 1981 : Yves-Marie Bercé pour Révoltes et révolutions dans l'Europe moderne, XVIe – XVIIIe siècles[9]
- 1988 : Étienne Taillemite, L'Histoire ignorée de la Marine française, Perrin[10]
- 1992 : Georges Dethan (1923-1999) pour Gaston d'Orléans[11]
- 1993 : Thierry Lentz, Savary, le séide de Napoléon, éditions Serpenoise, 1993[12]
- 1998 : Stéphane Courtois, Le Livre noir du communisme : crimes, terreur et répression, Paris, Robert Laffont, 1997.
- 1999 : prix non attribué
- 2000 : Pierre Milza, Mussolini, Fayard, 1999
- 2001 : Gérard Saint-Martin, L'Armée blindée française, tome 1 : Dans le fracas des batailles, Economica, 2000
- 2002 : Marie Ducoudray, Ceux de "Manipule". Un réseau de renseignements dans la Résistance en France, éditions Tirésias, 2001
- 2003 : Éric Mension-Rigau, Le donjon et le clocher. Nobles curés de campagne de 1850 à nos jours, Perrin, 2003
- 2004 : Jérôme Cotillon, Ce qu'il reste de Vichy, Armand Colin, 2003
- 2005 : Xavier de Planhol, Le Paysage animal. L’homme et la grande faune : une zoogéographie historique, Fayard, 2004
- 2006 : Joël Félix, Louis XVI et Marie-Antoinette : un couple en politique, Payot, 2006
- 2007 : Henri de Wailly, Syrie 1941, la guerre occultée : vichystes contre gaullistes, Perrin, 2006
- 2008 : Jacques Hussenet (dir.), Détruisez la Vendée !, CVRH, 2007
- 2009 : Jean Lopez, Koursk. Les quarante jours qui ont ruiné la Wehrmacht et Stalingrad. La bataille au bord du gouffre, Economica, 2008
- 2010 : Tony Kunter, Charles Maurras : La Contre-Révolution pour héritage, Nouvelles Éditions latines, 2009
- 2011 : Francine Hérail, Histoire du Japon des origines à nos jours, éditions Hermann, 2010
- 2012 : Emmanuel Todd, L'Origine des systèmes familiaux. Tome 1 : L'Eurasie, Gallimard, 2011
- 2013 : Xavier Boniface, L'Armée, l'Église et la République (1879-1914), Nouveau Monde éditions, 2012
- 2014 : Jean Vitaux, Grimod de la Reynière, l’inventeur de la gastronomie. Florilège de ses principales œuvres, France Empire, 2014